# Веровка (Башкортостан)
Веровка (баш. Веровка) — село в Белебеевском районе Башкортостана, относится к Усень-Ивановскому сельсовету.

## География
Расстояние до:
- районного центра (Белебей): 30 км,
- центра сельсовета (Усень-Ивановское): 12 км,
- ближайшей ж/д станции (Аксаково): 40 км.

## История
Название восходит к личному имени Вера .

## Население
| 2002 | 2009 | 2010 |
| ---- | ---- | ---- |
| 359  | ↘340 | ↗357 |

Национальный состав
Согласно переписи 2002 года, преобладающая национальность — русские (70 %).